# Steve Abana
Steve Wiliam Abana (né en 1969 à Fourau, Malaita) est un homme politique salomonais. Il est actuellement député de la circonscription de Fataleka (à Malaita) au Parlement national, et fut chef de l'Opposition officielle d'août 2010 à mars 2011.

## Biographie
Abana fit ses études à l'Université du Pacifique sud, où il obtint un diplôme en agriculture tropicale. Il travailla en qualité de directeur général de la compagnie Anolpha Enterprises, avant d'entreprendre une carrière politique.
Sa carrière politique débuta lorsqu'il fut élu député de Fataleka, une circonscription de sa province natale de Malaita, aux élections législatives d'avril 2006. En octobre, il bénéficia d'un remaniement ministériel dans le gouvernement du Premier ministre Manasseh Sogavare, et fut nommé Ministre de la Planification nationale et de la Coordination de l'aide étrangère. En novembre 2007, Sogavare le démit de son poste, l'accusant de chercher des soutiens pour le renverser. Le mois suivant, le gouvernement Sogavare fut démis par une motion de censure parlementaire, et Abana soutint le nouveau Premier ministre Derek Sikua, qui lui restitua son poste de Ministre de la Planification nationale et de la Coordination de l'aide étrangère,.
En tant que chef du Parti démocrate, Abana fut un membre clef du gouvernement de coalition mené par Sikua. Abana mena ensuite le Parti démocrate aux élections législations d'août 2010, faisant campagne en promettant « une plus grande reconnaissance des propriétaires terriens tribaux, par l'enregristrement de titres de propriété de toutes les terres tribales au nom des tribus » ; « la mise en place d'un Plan d'Adaptation national pour aider les communautés les plus vulnérables à faire face au changement climatique ; une priorité accordée à l'amélioration du niveau de vie dans les villages, en accord avec les Objectifs du millénaire pour le développement » ; la promesse « de garantir que 80 % de l'énergie dans le pays soit produite par des ressources renouvelables » ; et une réforme électorale pour introduire le vote préférentiel. L'élection fut plutôt un succès pour les Démocrates : Ils obtinrent treize sièges (sur cinquante), alors qu'aucun autre parti n'en obtint plus de trois, et Abana fut réélu député de Fataleka.
Abana candidata ensuite au poste de premier ministre, face à Danny Philip du Parti démocrate réformé. Il fut soutenu par vingt-trois députés, mais Philip fut élu avec le soutien de vingt-six. Abana devint alors officiellement chef de l'Opposition, et nomma le Cabinet fantôme,.
Le 23 mars 2011, il renonça à la fonction de chef de l'Opposition, affirmant dans un bref communiqué que celle-ci avait besoin de "renouveau".